# 가면라이더 × 가면라이더 가이무 & 위자드 천하를 가르는 전국 MOVIE 대전투
가면라이더 × 가면라이더 가이무 & 위자드 천하를 가르는 전국 MOVIE 대전투(仮面ライダー×仮面ライダー 鎧武&ウィザード 天下分け目の戦国MOVIE大合戦, Kamen Rider × Kamen Rider Gaim & Wizard: The Fateful Sengoku Movie Battle)는 일본에서 제작된 타사키 류타 감독의 2013년 애니메이션, SF 영화이다. 사노 가쿠 등이 주연으로 출연하였다.

## 출연

### 주연
- 사노 가쿠
- 시라이시 슌야

## 제작진
- 원작자: 이시노모리 쇼타로